# Withaniinae
Withaniinae, podtribus krumpirovki smješten u tribus  Physalideae, dio potporodice Solanoideae. Sastoji se od 14 rodova.

## Opis
Podpleme Withaniinae (Solanaceae) obuhvaća sedam (2015>) rodova i c. 40 vrsta, s gotovo kozmopolitskom rasprostranjenošću. Athenaea i Aureliana isključivo su južnoamerički, sa središtima raznolikosti u brazilskoj atlantskoj prašumi. Generički status Athenaea i Aureliana istražen je pomoću molekularne filogenetske analize pet plastidnih regija (ndhF gena, trnL introna i trnL-trnF, psaI-accD i trnC-ycf6 međugenih razmaknica), nuklearnih unutarnjih transkribiranih razmaknica (ITS) i morfometrijske analize čašice. Provedene su i procjene vremena divergencije. Withaniinae je pronađena kao monofiletska. Procijenjeno vrijeme diverzifikacije za Withaniinae bilo je 6,3 milijuna godina, a procijenjeno vrijeme diverzifikacije za klade Athenaea i Aureliana bilo je 2,3 milijuna godina. Vrste Athenaea i Aureliana formirale su snažno poduprtu kladu. Međutim, rodovi nisu bili monofiletni, a potpora unutarnjim odnosima bila je umjerena do slaba. Morfometrijska analiza povećanja veličine čaške ploda koja je obuhvatila sve vrste rodova pokazala je klinu koja nije omogućila zaključak da se vrste mogu razdvojiti u dva roda. Budući da je narasla čaška jedina morfološka karakteristika koja ih razlikuje, prepoznata je Athenaea kao sinonim za Aurelianu i predlaženo pet novih kombinacija.

## Rodovi
Subtribus Withaniinae Bohs & Olmstead
1. Cuatresia Hunz. (18 spp.)
2. Deprea Raf. (55 spp.)
3. Withania Pauquy (12 spp.)
4. Athenaea Sendtn. (14 spp.)
5. Discopodium Hochst. (2 spp.)
6. Tubocapsicum (Wettst.) Makino (2 spp.)
7. Archiphysalis Kuang (2 spp.)
8. Nothocestrum A. Gray (4 spp.)